# Canthon corpulentus
Canthon corpulentus е вид бръмбар от семейство Листороги бръмбари (Scarabaeidae). Видът е уязвим и сериозно застрашен от изчезване.

## Разпространение и местообитание
Разпространен е в Бразилия (Мато Гросо, Минас Жерайс и Сао Пауло).
Обитава ливади и савани.